# Єдине вікно
«Єди́не ві́кно» — робоче місце для приймання різних форм звітності платників податків. Звітні документи платників приймаються на єдиному робочому місці як в електронному, так і в паперовому вигляді.